# Gare de Sathonay - Rillieux
La gare de Sathonay - Rillieux est une gare ferroviaire française des lignes de Lyon-Saint-Clair à Bourg-en-Bresse et de Lyon-Croix-Rousse à Trévoux, située sur le territoire des communes de Sathonay-Camp et de Rillieux-la-Pape, dans la métropole de Lyon, en région Auvergne-Rhône-Alpes.
Elle est mise en service en 1863 par la Compagnie du chemin de fer de Lyon (la Croix-Rousse) au camp de Sathonay.
C'est une gare de la Société nationale des chemins de fer français (SNCF), desservie par des trains TER Auvergne-Rhône-Alpes.

## Situation ferroviaire
Établie à 266 mètres d'altitude, la gare de bifurcation de Sathonay - Rillieux est située au point kilométrique (PK) 13,532 de la ligne de Lyon-Saint-Clair à Bourg-en-Bresse, entre les gares de Lyon-Saint-Clair (fermée) et des Échets, au PK 6,6 de la ligne de Lyon-Croix-Rousse à Trévoux, partiellement déclassée, et au PK 389,314 du raccordement de Lyon-Saint-Clair (LGV).

## Histoire

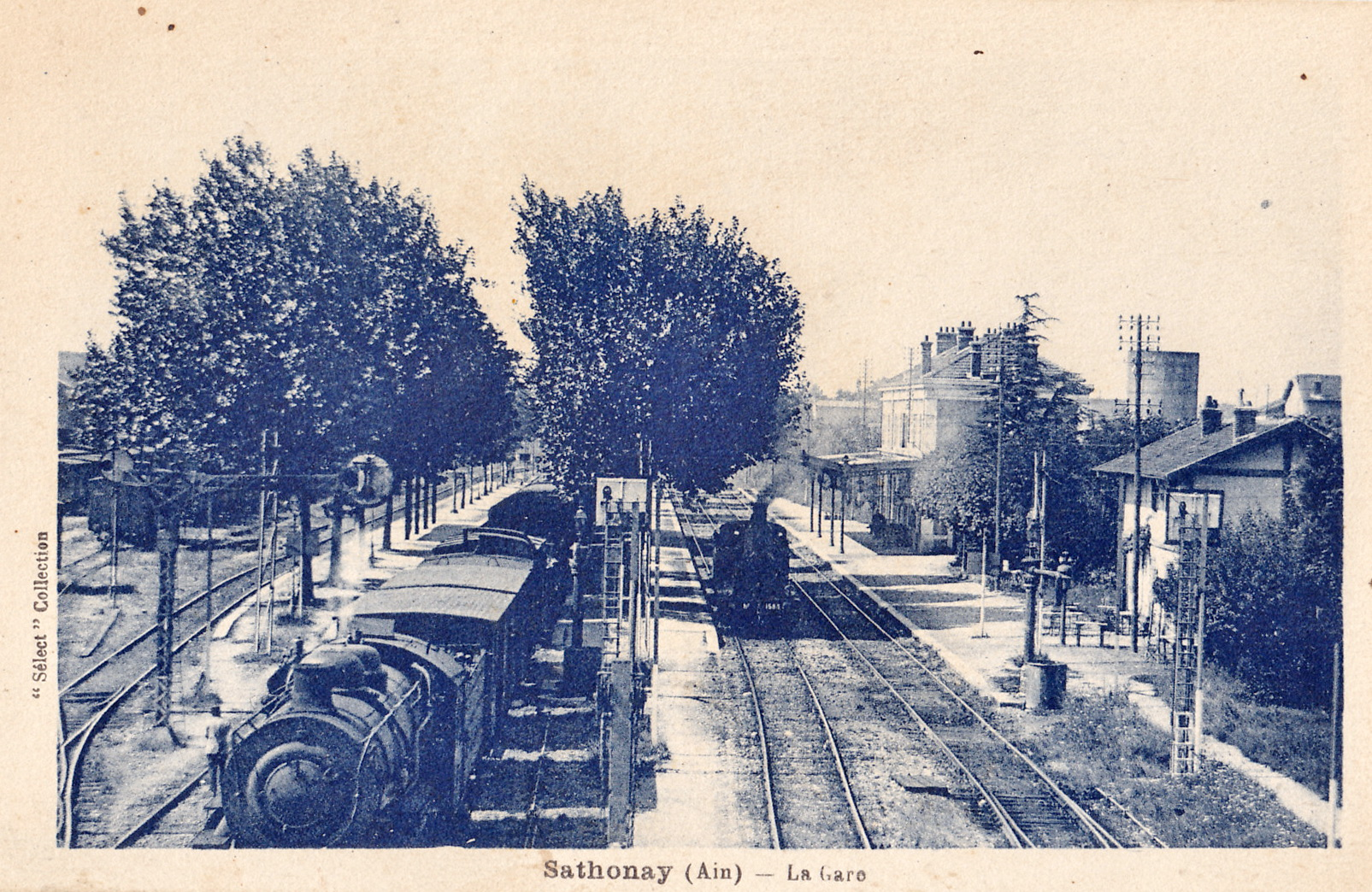
La gare, au temps de la vapeur

La « gare de Sathonay » est mise en service le 30 juillet 1863 par la Compagnie du chemin de fer de Lyon (la Croix-Rousse) au camp de Sathonay, lorsqu'elle ouvre à l'exploitation sa ligne de la gare de Lyon-Croix-Rousse à celle de Sathonay. L'inauguration officielle de la ligne a eu lieu le 9 juillet. Il ne reste plus que quelques travaux à effectuer pour relier la ligne à celle de Lyon à la Croix-Rousse.

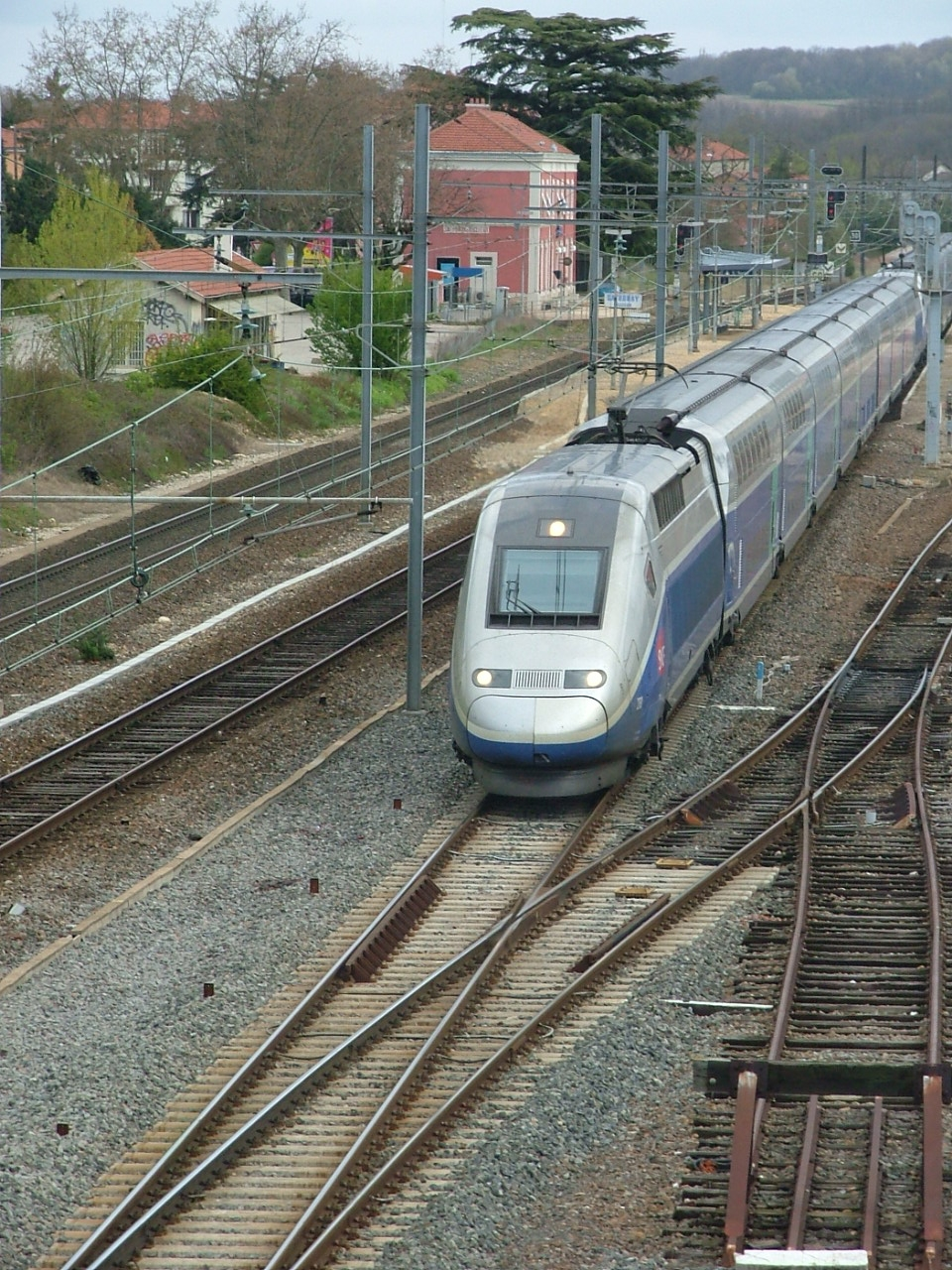
TGV passant devant la gare

En 1893, la gare du camp de Sathonay est baptisée Sathonay-Rillieux et deux ans après, l'ancienne gare, en bois, est remplacée par l'actuelle gare. En 1900, on inaugure le raccordement Sathonay - Lyon-Saint-Clair, via un tunnel et une rampe de 20 ‰, reliant la ligne de Bourg au réseau PLM.
Le déclin de la gare s'amorce dès décembre 1938 quand le service voyageurs cesse entre Sathonay et Trévoux. Puis en 1943, les Allemands qui occupent le camp depuis novembre 1942, décident de supprimer l'une des 2 voies de la Ligne de Lyon-Saint-Clair à Bourg-en-Bresse. Le 28 septembre 1975, la section Sathonay - Lyon-Croix-Rousse est définitivement fermée.
Le renouveau s'annonce le 22 septembre 1981 quand le président François Mitterrand inaugure le tronçon sud de la première ligne à grande vitesse française entre Saint-Florentin et Sathonay (302 kilomètres). Le 25 septembre 1983, la totalité de la ligne est ouverte, de Combs-la-Ville à Sathonay (418,5 kilomètres). 
En 2008, le doublement des voies de la Ligne de Lyon-Saint-Clair à Bourg-en-Bresse entre Les Échets et Villars-les-Dombes permet une augmentation de la fréquence des TER.
Elle est fermée au service du fret le 3 novembre 2009.
En octobre 2020, la gare s'ouvre du côté Rillieux-la-Pape avec un parking et une prolongation du passage souterrain devenu accessible aux personnes à mobilité réduite.

## Fréquentation
Selon les estimations de la SNCF, la fréquentation annuelle de la gare s'élève aux nombres indiqués dans le tableau ci-dessous.
| Année     | 2015    | 2016    | 2017    | 2018    | 2019    | 2020    | 2021    | 2022    | 2023    |
| --------- | ------- | ------- | ------- | ------- | ------- | ------- | ------- | ------- | ------- |
| Voyageurs | 239 512 | 245 349 | 291 170 | 313 475 | 370 459 | 233 402 | 232 712 | 284 156 | 297 250 |

## Service des voyageurs

### Accueil
Gare SNCF, elle dispose d'un bâtiment voyageurs, avec guichet, ouvert du lundi au samedi et fermé le dimanche et les jours fériés. Elle est équipée d'automate pour l'achat de titres de transport TER.

### Desserte
Sathonay - Rillieux est desservie par des trains du réseau TER Auvergne-Rhône-Alpes de la relation Bourg-en-Bresse - Lyon-Perrache.

### Intermodalité
Un parc pour les vélos et un parking pour les véhicules y sont aménagés.
Elle est desservie par des bus (lignes : 33, 77 et Zi4) du réseau Autobus de Lyon des Transports en commun lyonnais (TCL)

## Patrimoine ferroviaire
Le bâtiment voyageurs correspond au plan standard des gares PLM de moyenne importance.
Dans l'ancienne annexe traction (remise à deux voies et pont tournant) de la gare, située côté Lyon, le pont tournant a été converti à l'écartement métrique et réinstallé en gare du Sud, à Nice. Inutilisé après la fermeture de cette gare, il est stocké en gare de Lingostière. En 2016, il est racheté par le Musée des tramways à vapeur et des chemins de fer secondaires français qui le transfère à Crèvecœur-le-Grand, dans l'Oise, où le musée crée un nouveau site.
L'ancienne ligne de la Croix-Rousse est déposée entre Sathonay et Cuire, a été transformée en voie verte.